# كوامي كيزيتو
كوامي كيزيتو (بالإنجليزية: Kwame Kizito) هو لاعب كرة قدم غاني في مركز الهجوم، ولد في 21 يوليو 1996 في أنومابو ‏ في غانا. لعب مع نادي هارتس أوف أوك ونادي هكن.

## وصلات خارجية
- كوامي كيزيتو على موقع اتحاد السويد (السويدية)
- كوامي كيزيتو على موقع قاعدة بيانات كرة القدم.إي يو (الإنجليزية)
- كوامي كيزيتو على موقع Soccerway.com (الإنجليزية)